# Hydrogenuhličitan sodný

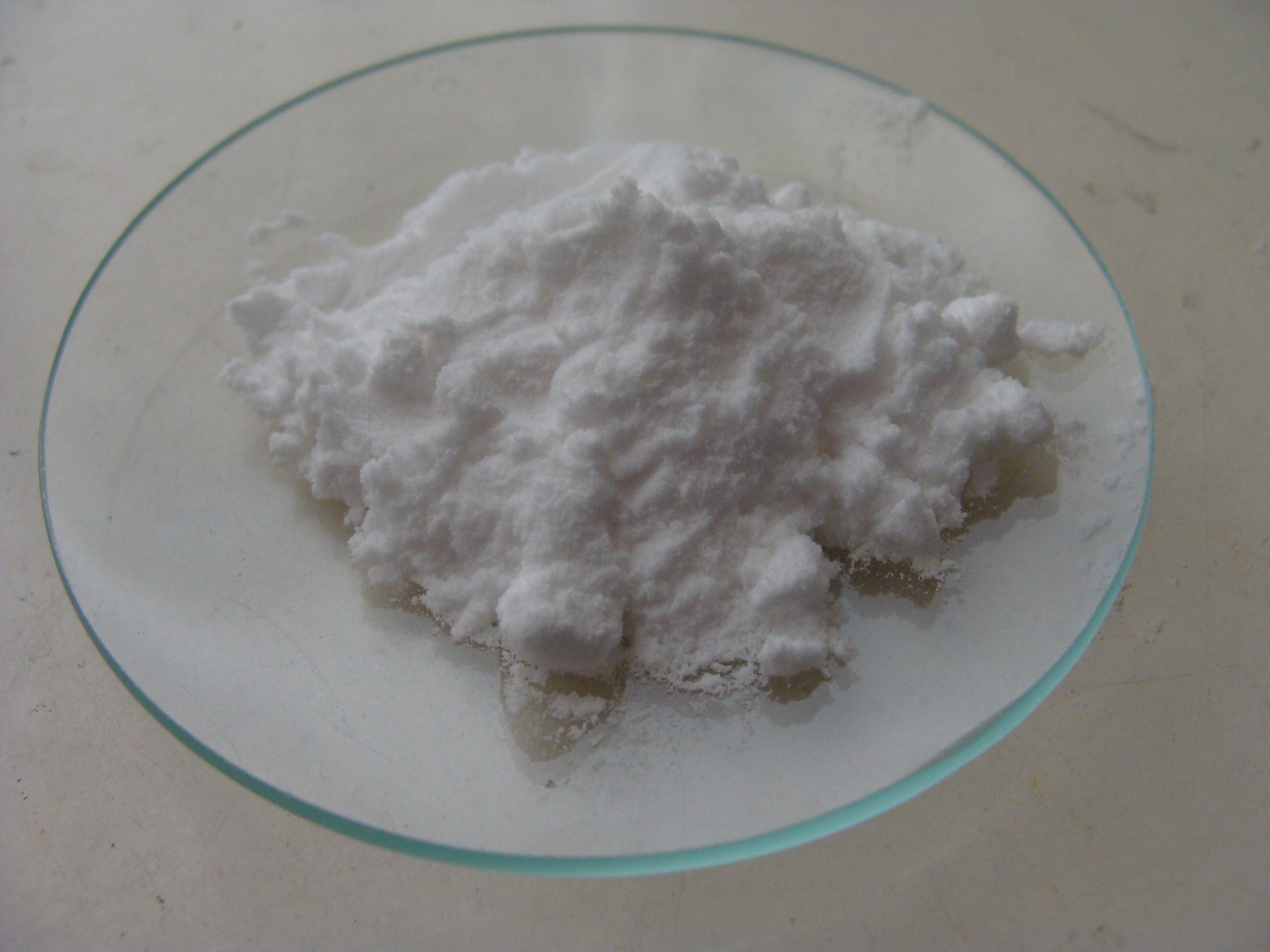
Sodium bicarbonate CN

Hydrogenuhličitan sodný (NaHCO3) neboli jedlá soda (soda bicarbona) je bílý prášek rozpustný ve vodě za vzniku roztoku se zásaditým pH.
Hydrogenuhličitan sodný se používá jako součást kypřicích prášků do pečiva a šumivých prášků do nápojů, k neutralizaci poleptání kyselinou. Používá se též jako náplň do hasicích přístrojů. Dá se také použít pro bělení zubů, pro změkčení potravin vařených ve vodě, na čištění v domácnosti i na pohlcení nežádoucích pachů.
V kuchyni se jedlá soda uplatňuje při čištění trouby či sporáku, odstraňovaní skvrn od čaje a kávy z nádobí nebo v případě ucpaného odtoku ve dřezu. V koupelně navrací bělost umyvadlu, vaně i sprše a přidává se též k bílému prádlu při praní.  
Tělo jej vylučuje v žaludku jako součást slizničního hlenu.[zdroj⁠?!] Pokud je ho málo, žaludek se překyselí a dostaví se „pálení žáhy“. Neutralizaci žaludečních šťáv je pak možno napomoci právě konzumací jedlé sody. Ze stejného důvodu bývá součástí krmných směsí pro zvířata. Zlepšuje bachorovou výkonnost, stabilizuje pH bachoru snížením kyselosti prostředí.
Jeho tepelný rozklad probíhá podle reakce:
2 NaHCO3 → Na2CO3 + CO2 + H2O

## Výroba
Hydrogenuhličitan sodný je prekurzorem pro výrobu uhličitanu sodného (Na2CO3). Pro výrobu se používá tzv. Solvayův proces podle rovnice:
NH3 + H2O + NaCl + CO2 → NH4Cl + NaHCO3
Technicky se postupuje tak, že se do téměř nasyceného roztoku NaCl zavádí nejprve amoniak a poté oxid uhličitý. Vzniklý hydrogenuhličitan sodný se odfiltruje.